# モバポスGREAT
モバポスGREAT（モバポスぐれーと）は、日本テレビ系列で、2007年10月3日から2008年3月26日まで毎週水曜日24:29 - 24:59（JST）で放送されていたバラエティ番組。

## 概要
視聴者から携帯電話による面白ネタ投稿を主軸に展開する番組。
番組名のモバポスとは、「モバイルポストオフィス（Mobile Post Office）」の略である。
視聴者から投稿された画像、動画は、アッキーナ（南明奈）の独断と偏見で『G（ぐ）』『GR（ぐる）』『GRE（ぐれ）』『GREA（ぐれあ）』『GREAT（ぐれーと）』と5段階評価が下される。
後番組はモバタレGREAT。出演者はそのまま引き継がれた。

## 出演者
- ビビる大木
- 南明奈
- 関根麻里

### ナレーター
- 森一丁
- 水沢史絵

### 仕分けガール
- 1号 藤川ありさ
- 2号 岡本果奈美
- 3号 林弓束

## スタッフ
- 構成：ヒロハラノブヒコ、桝本壮志、小林のぞみ
- 企画協力：北本かつら
- リサーチ：スコープ
- 監修：村上和彦
- AD：斉藤考年、渡辺諒、椿亮輔
- ディレクター：鈴木真人、中村慎吾、廣瀬由起子
- 演出：小野隆史、石野浩史、深沢博信
- プロデューサー：秋山健一郎、磯和伸明
- チーフプロデューサー：福地聡
- 制作協力：えすと
- 制作著作：日テレ